# Felsenkirche (Lüderitz)
Die Felsenkirche ist eine evangelisch-lutherische Kirche in der namibischen Hafenstadt Lüderitz und Wahrzeichen dieser. Die Bezeichnung „Felsenkirche“ stammt von ihrer Lage auf dem felsigen Diamantberg.
Die Kirche wurde durch Spenden aus Deutschland in Höhe von 46.000 Goldmark finanziert und nach den Plänen von Albert Bause im neogotischen Stil erbaut. Die Grundsteinlegung erfolgte am 19. November 1911 und die Einweihung der Kirche am 4. August 1912. Das Altarfenster war eine Spende von Kaiser Wilhelm II.
Die Kirche ist ein Nationales Denkmal und täglich für Besucher für wenige Stunden am Nachmittag geöffnet. Sie gehört der Evangelisch-Lutherischen Kirche in Namibia (DELK).